# Alen Peternac
Alen Peternac (ur. 16 stycznia 1972 w Zagrzebiu) – piłkarz chorwacki grający na pozycji napastnika.

## Kariera klubowa
Peternac jest rodowitym mieszkańcem Zagrzebia i tam też zaczynał swoją piłkarską karierę w słynnym Dinamie Zagrzeb. W barwach Dinama zadebiutował jeszcze w 1. lidze Jugosławii. Po utworzeniu w 1991 roku ligi chorwackiej Dinamo zmieniło nazwę na Croatia Zagrzeb i Peternac był także członkiem tejże drużyny. Jednak ciężko mu było wywalczyć miejsce w podstawowej jedenastce "Niebieskich" i na sezon 1993/1994 został wypożyczony do innego pierwszoligowca, Segesty Sisak. Tam rozegrał dobry sezon zdobywając 13 bramek w lidze, a Segesta zajęła wysokie 9. miejsce w lidze. Peternac powrócił więc do Croatii, tam strzelił jednak tylko 6 bramek i zagrał raptem połowę meczów ligowych, ale nie odstraszyło to szefów hiszpańskiego klubu Real Valladolid, którzy latem 1995 roku zakupili Peternaca do swojego klubu. Tam Alen w swoim pierwszym sezonie w Primera División spisał się rewelacyjnie. Co prawda Valladolid zajął odległe 16. miejsce, ale Peternac zdobył aż 23 bramki i został czwartym strzelcem sezonu. Więcej bramek od niego zdobyły tylko takie tuzy jak Juan Antonio Pizzi (31 goli), Predrag Mijatović (28 goli) i Bebeto (25 goli). Zapamiętany był został zwłaszcza mecz z Realem Oviedo, wygrany przez Valladolid 8:3, kiedy to Peternac zdobył aż 5 bramek. W kolejnym sezonie indywidualny dorobek Alena był już gorszy (tylko 6 goli), ale jego klub zajął 7. miejsce w lidze i awansował do Pucharu UEFA. W kolejnych sezonach (1997/1998 i 1998/1999) Peternac systematycznie był najlepszym strzelcem zespołu i zdobywał odpowiednio 13 i 11 bramek w sezonie. Przełomowy był sezon 1999/2000 – niestety na gorsze. Peternac odniósł kontuzję i zagrał tylko 11 meczów ligowych i nie zdołał zdobyć bramki. Po sezonie odszedł do teoretycznie silniejszego Realu Saragossa, ale i tam nie potrafił przełamać strzeleckiej niemocy. Sezon 2001/2002 spędził w drugoligowym Realu Murcia, natomiast ostatni w swojej karierze – 2002/2003 to tylko 3 mecze w Realu Saragossa. Ogółem w Primera División zdobył 53 bramki w 164 meczach.

## Kariera reprezentacyjna
W reprezentacji Chorwacji Peternac zadebiutował za selekcjonerskiej kadencji Miroslava Blaževicia, 10 lutego 1999 roku w przegranym 0:1 meczu z reprezentacją Danii. W reprezentacji zagrał jeszcze tylko jeden raz – miesiąc później w przegranym 2:3 meczu z Grecją.